# Pioneer Football League
Pour la ligue de baseball, voir Pioneer League.
La Pioneer Football League est le groupement de onze universités gérant les compétitions de football américain universitaire. Les universités associées dans cette conférence sont localisées aux quatre coins des États-Unis, de Californie en Floride en passant par l'Indiana, l'Iowa, le Minnesota, la Caroline du Nord, la Caroline du Sud, l'État de New York, le Kentucky et l'Ohio.
La Pioneer Football League est inhabituelle parmi les conférences de la Division I par sa politique interdisant l'attribution de bourses d'études sportives, bien que cette politique ne s'applique qu'au football américain. La seule conférence de la Division I avec une politique similaire est l'Ivy League, qui interdit les bourses sportives dans tous les sports.

## Membres actuels
- Bulldogs de Butler
- Wildcats de Davidson
- Flyers de Dayton
- Bulldogs de Drake
- Red Foxes de Marist (en)
- Eagles de Morehead State (en)
- Blue Hose de Presbyterian

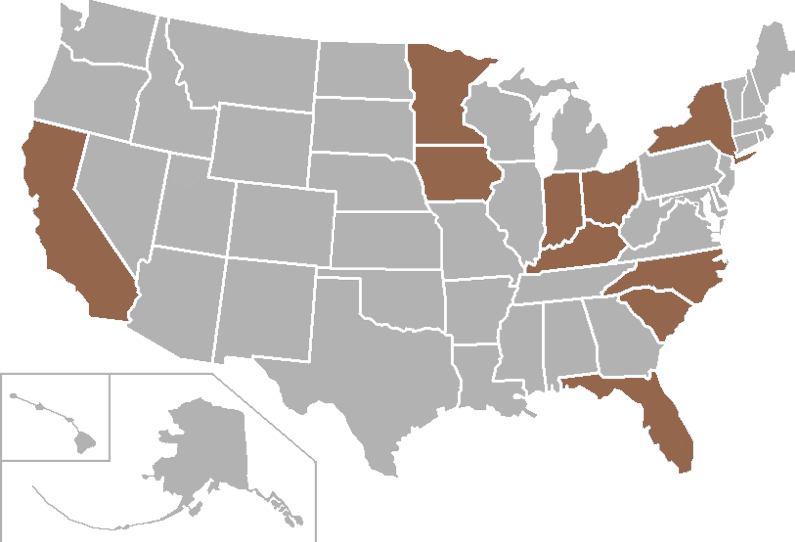
Répartition géographique

- Tommies de Saint-Thomas (en)
- Toreros de San Diego
- Hatters de Stetson (en)
- Beacons de Valparaiso

## Installations sportives
| Université     | Stade football US                 | Capacité |
| -------------- | --------------------------------- | -------- |
| Butler         | Sellick Bowl                      | 5 647    |
| Davidson       | Richardson Stadium (en)           | 6 000    |
| Dayton         | Welcome Stadium                   | 11 000   |
| Drake          | Drake Stadium                     | 14 000   |
| Marist         | Leonidoff Field (en)              | 5 000    |
| Morehead State | Jayne Stadium (en)                | 10 000   |
| Presbyterian   | Bailey Memorial Stadium (en)      | 6 500    |
| St. Thomas     | O'Shaughnessy Stadium (en)        | 5 025    |
| San Diego      | Torero Stadium                    | 6 000    |
| Stetson        | Spec Martin Memorial Stadium (en) | 6 000    |
| Valparaiso     | Brown Field                       | 5 000    |